# Angelo Del Chiaro
Angelo Del Chiaro (Pietrasanta, 2 marzo 2001) è un cestista italiano.

## Carriera

### Club
Cresciuto nel settore giovanile del Pistoia Basket 2000, nella stagione 2018-2019 disputa il campionato di Serie C con la Libertas Montale con la formula del doppio tesseramento, ma il 12 maggio 2019, in occasione dell'ultima giornata di Serie A, debutta nella massima serie nella sconfitta interna contro Avellino. Nella stagione 2019-2020 gioca nuovamente con la Libertas Montale in Serie C, con una media di 12,9 punti a partita. Nel 2020-2021 si divide ancora tra Montale (18,3 punti di media) e Pistoia, con cui totalizza nove presenze tra stagione regolare e play-off; nel frattempo, la squadra toscana era scesa in Serie A2 a seguito di un'auto-retrocessione volontaria.
Nel campionato 2021-2022 entra stabilmente nelle rotazioni del nuovo allenatore Nicola Brienza, disputando 18,3 minuti di media tra regular season e play-off, con 6,2 punti e 3,8 rimbalzi a partita. In quella stagione la formazione toscana raggiunge la semifinale play-off e conquista la Supercoppa LNP. L'anno seguente Del Chiaro fa parte della rosa che conquista il ritorno nella massima serie, con un apporto personale di 6,1 punti e 3,5 rimbalzi tra pre-season e post-season, nonostante un intervento alla spalla che lo aveva tenuto fuori causa per circa tre mesi e mezzo tra fine dicembre e aprile. Nella Serie A 2023-2024 scende in campo in tutte e 30 le partite di regular season realizzando 2,6 punti e 2,0 rimbalzi di media, oltre a disputare tre gare dei play-off. La sua esperienza a Pistoia si conclude nell'estate 2024, quando la società decide di non esercitare l'opzione per il rinnovo del contratto. Del Chiaro lascia così il club dopo aver totalizzato 126 presenze complessive tra campionato e coppe, che lo collocano al nono posto nella storia della società per numero di apparizioni ufficiali.
Il 5 luglio 2024 scende di nuovo di categoria firmando per la Pallacanestro Forlì 2.015 in Serie A2.

### Nazionale
Presente in buona parte delle selezioni giovanili, viene convocato al Campionato europeo maschile di pallacanestro Under-16 2017.

## Palmarès
- Supercoppa LNP: 1

Pistoia: 2021